# Jiří Mitáček
Jiří Mitáček (* 26. července 1975 Uherské Hradiště) je český a moravský historik.

## Biografie
Vystudoval obor historie-pomocné vědy historické na Filozofické fakultě Masarykovy univerzity v Brně, kde 2006 získal vědeckou hodnost Ph.D. v oboru české dějiny. Od roku 1998 pracuje v Moravském zemském muzeu, kde deset let působil jako vedoucí Historického oddělení, v posledních letech jako ředitel Historického muzea a náměstek generálního ředitele pro odbornou činnost. Dne 1. července roku 2016 byl jmenován generálním ředitelem Moravského zemského muzea.
Svým odborným zájmem inklinuje ke studiu starších církevních dějin se zaměřením na řádové komunity, především historii významné církevní korporace – řádu sv. Jana Jeruzalémského, tedy johanitů, s důrazem na jeho zakotvení v českém a moravském prostředí, kultuře a povědomí širokých vrstev. Dále věnuje pozornost rovněž vývoji a proměnám hraničního prostoru východní Moravy situovaném ve středověku mezi Moravou a horními Uhrami (Slovenskem) v 10. až 14. století či historii Jednoty bratrské a její tajné tiskárny.

## Publikace
- Zemovít Těšínský – generální převor řádu johanitů a slezský kníže. v: Sborník prací Filosofické Fakulty Brněnské University. Brno 1999, roč. 48, s. 17-40
- (spoluautor): Dílo tiskařů jednoty bratrské. Katalog expozice v Památníku Bible kralické v Kralicích nad Oslavou. Moravské zemské muzeum, Brno 2002, ISBN 80-7028-181-2
- Vládcové Moravy. Sborník statí ze stejnojmenného cyklu přednášek. Moravské zemské muzeum, Brno 2007, ISBN 978-80-7028-304-2
- (spoluautor): Východní Morava v 10. až 14. století. Moravské zemské muzeum, Brno 2008, ISBN 978-80-7028-319-6
- (spoluautor): Morava v boji proti fašismu. Moravské zemské muzeum, Brno 2008, ISBN 978-80-7028-317-2
- (spoluautor): Poklady Moravy - příběh jedné historické země. Moravské zemské muzeum, Brno 2010, ISBN 978-80-7028-371-4
- Stopy minulosti = Vestiges of the past. Moravské zemské muzeum, Brno 2011, ISBN 978-80-7028-384-4
- (spoluautor): Hluk. Dějiny města. Město Hluk, Hluk 2011, ISBN 978-80-254-9705-0
- Cyril a Metoděj - doba, život, dílo = Cyril and Methodius - their era, lives and work. Moravské Zemské Muzeum, Brno 2013, ISBN 978-80-7028-410-0
- (spoluautor) Ratíškovice, Ratíškovice minulostí slovácké obce, Ratíškovice 2010, ISBN 978–80–254–7362–7